# Jardin japonais de Toulouse
Le jardin japonais Pierre-Baudis de Toulouse est un parc classé jardin remarquable de France se situant au nord du centre-ville de Toulouse en France, dans le quartier Compans-Caffarelli. Ce jardin a été créé en 1981 pour répondre au souhait de Pierre Baudis durant son mandat à la mairie de Toulouse. Il avait apprécié ce type de jardin au cours de voyages, en particulier celui de Dublin. Il porte son nom depuis le  11 mai 2016.

## Description

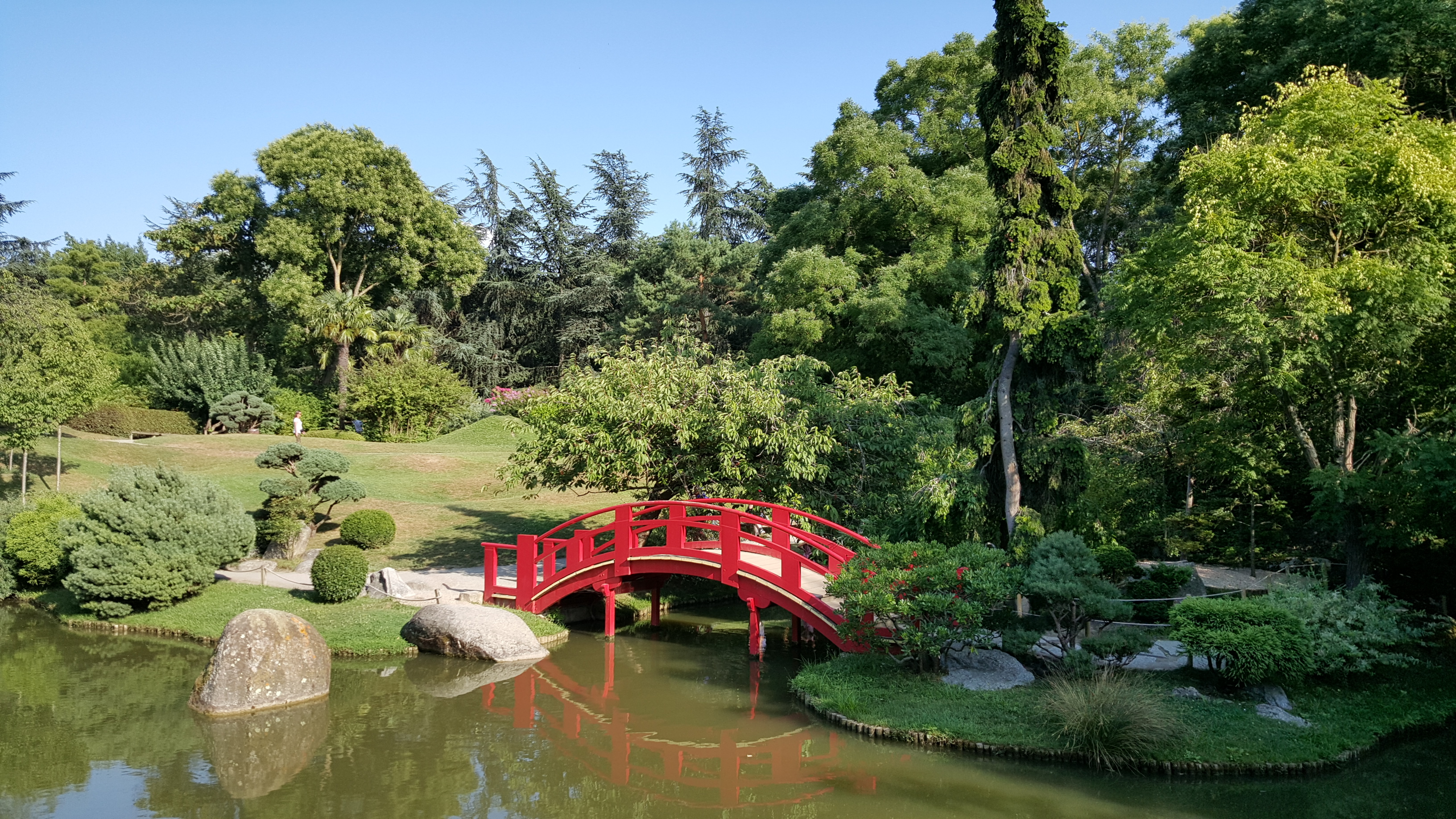
Le pont rouge.

Ce parc clos de 7 000 m2 fait partie d'un espace vert de 10 hectares en plein cœur du quartier récent de Compans-Caffarelli. Assez rare dans une ville méridionale telle que Toulouse, ce jardin propose des variétés botaniques de l'Extrême-Orient. Conçu par  le bureau d'étude du service des jardins et des espaces verts comme un lieu de méditation, on y trouve un jardin minéral, un pont en bois rouge typiquement japonais reliant un îlot qui représente allégoriquement le paradis. Il s'inspire des jardins créés à Kyoto entre le XIVe siècle et XVIe siècle, correspondant aux époques de Muromachi et d'Edo. Il est isolé du reste du parc grâce à des rideaux de verdure et une colline offrant une certaine intimité. Le jardin est composé d'un jardin sec avec une île Grue, une île Tortue et neuf rochers, d'un lac, d'un pavillon de thé et d'un jardin planté composé d'une cascade sèche, des pas japonais, une lanternes, un pont rouge, une île du Paradis, un mont Fuji et les pierres des trois saints.
On y trouve également un buste de maître Taisen Deshimaru, qui a fondé de nombreux dojos zen en France
dans les années 1970.

## Distinctions
En 1993, le jardin a reçu le grand prix national de fleurissement.